# 墨玉县
墨玉县（維吾爾語：قاراقاش ناھىيىسى‎ / Qaraqash Nahiyisi；喀拉喀什县）是中国新疆维吾尔自治区和田地区所辖的一个县。总面积为25667平方公里，2014年，全縣總人口56.88萬人（含兵團1.27萬人），有維、漢、回、蒙、哈薩克等16個民族，其中維吾爾族佔97.1%。

## 行政区划
墨玉县下辖5个镇、11个乡：
喀拉喀什镇、扎瓦镇、奎牙镇、喀尔赛镇、普恰克其镇、阿克萨拉依乡、乌尔其乡、托胡拉乡、萨依巴格乡、加汗巴格乡、芒来乡、阔依其乡、雅瓦乡、吐外特乡、英也尔乡和喀瓦克乡。

### 2017年区划
2017年6月，墨玉县委将全县划分为5个大片区管委会，下辖31个乡镇、街道、园区和拆分的小管委会。
第一大片区管委会：下辖1个乡镇、3个街道和1个管委会。具体为：墨玉镇、其乃巴格街道、斯孜街道、波斯坦街道以及城区新拆分管委会，共5个乡镇、街道和管委会。管委会驻地设在墨玉镇。
第二片区管委会：下辖4个乡镇、4个管委会。具体为：托胡拉乡、加罕巴格乡、阿克萨拉依乡、萨依巴格乡，玉西、工业园区、农业园区管委会和萨依巴格乡拆分的1个管委会，共8个乡镇、园区和管委会。管委会驻地设在萨依巴格乡。
第三大片区管委会：下辖3个乡镇、2个管委会。具体为：芒来乡、奎牙镇、扎瓦镇以及奎牙镇、扎瓦镇分别拆分的2个管委会，共5个乡镇和管委会。管委会驻地设在奎牙镇。
第四大片区管委会：下辖4个乡镇和3个管委会。具体为：乌尔其乡、雅瓦乡、喀尔赛镇、喀瓦克乡以及喀尔赛镇、雅瓦乡、喀瓦克乡分别拆分出的3个管委会，共7个乡镇和管委会。管委会驻地设在乌尔其乡。
第五大片区管委会：下辖4个乡镇和2个管委会。具体为：阔依其乡、普恰克其乡、吐外特乡、英也尔乡，玉北管委会、普恰克其乡和阔依其乡共同拆分出的管委会，共6个乡镇和管委会。管委会驻地设在吐外特乡。
截至2017年7月，墨玉县辖5个大片区管委会，大片区管委会下辖4镇12乡12个管委会362个行政村，4个片区管委会33个社区。

## 人口
2020年末，根據全國第七次人口普查統計數字顯示：全县常住人口為571648人。

## 交通
- 217国道终点。
- 315国道过境。